# TuS Spenge
Der Turn- und Sportverein Spenge e. V. – kurz: TuS Spenge – ist ein Sportverein aus dem ostwestfälischen Spenge. Überregionale Bekanntheit erhielt der Verein durch seine Männer-Handballmannschaft, die sieben Jahre in der 2. Bundesliga spielte.

## Handball
Die 1. Handballmannschaft des TuS spielte seit dem Aufstieg aus der Regionalliga Nord im Jahr 2001 bis zum Jahr 2008 in der 2. Handball-Bundesliga Staffel Nord der Herren. Dabei wurde in den ersten beiden Spielzeiten unter Trainer Walter Schubert jeweils der 6. Platz der Abschlusstabelle erreicht. Nachdem sich der Verein im Dezember 2006 nach der fast zehnjährigen Zusammenarbeit von Schubert trennte, konnte der Klassenerhalt in der Saison 2006/07 mit Kreisläufer Andreas Bock als Spielertrainer dennoch gesichert werden.
Die erste Saison nach der Ära Schubert (2007/08) wurde mit dem 17. Tabellenplatz und somit einem Abstiegsplatz beendet. Ab der Saison 2008/09 spielte der TuS Spenge in der Regionalliga West. Mit dem 9. Platz in der Saison 2009/10 qualifizierte man sich für die neugegründete 3. Liga. In der darauf folgenden Saison 2010/11 stieg die Mannschaft in die Oberliga Westfalen ab und wurde 2015 Vizemeister hinter dem TuS Volmetal.
2017 und 2018 gewannen die Spenger den DHB-Amateur-Pokal und sind damit Rekordsieger dieses Wettbewerbs. Ebenfalls 2018 stieg der TuS Spenge in die 3. Liga auf. Nach der vorzeitigen Beendigung des regulären Spielbetriebs in der Spielzeit 2020/2021 der 3. Liga aufgrund der COVID-19-Pandemie in Deutschland nutzte der Verein die Möglichkeit, sich für die außerordentliche Aufstiegsrunde zur 2. Handball-Bundesliga anzumelden; zum Aufstieg reichte es allerdings nicht.

### Ehemalige Trainer
- 1986 – 1987: István Varga
- 07/1997 – 12/2006: Walter Schubert
- 12/2006 – 05/2007: Horst Brinkmann & Andreas Bock
- 07/2007 – 12/2007: Joachim Sproß
- 01/2008 – 05/2009: Gennadij Chalepo
- 07/2009 – 10/2010: Heiko Holtmann

## Weitere Abteilungen
Neben dem Handball werden im Verein zahlreiche weitere Sportarten betrieben, unter anderem Badminton, Faustball, Leichtathletik, Tennis und Volleyball. Die Herren Faustball-Mannschaft spielt aktuell in der 2. Bundesliga Nord.